# Kristina Ljungberg
Kristina Ljungberg, född 12 juli 1964, är en svensk före detta friidrottare (långdistanslöpning). Hon tävlade för klubben IF Hagen.